# Động Pa Thơm
Động Pa Thơm hay động Tiên Hoa là hang động trong núi đá ở xã Pa Thơm, huyện Điện Biên, tỉnh Điện Biên . 
Động Pa Thơm là động dạng karst trong núi đá vôi. Động có tên theo tiếng dân tộc Thái là "Thẩm Nang Lai", nghĩa là "hang Tiên Hoa", vì thế một số tài liệu gọi tên là hang hoặc động Tiên Hoa. Động mang nhiều huyền thoại và truyền thuyết đẹp về tình yêu đôi lứa. 
Động được xếp hạng di tích cấp quốc gia theo quyết định số 309/QĐ BVHTTDL ngày 22/01/2009. 

## Vị trí
Động ở gần biên giới Việt-Lào, cách trung tâm thành phố Điện Biên Phủ chừng 30km về phía tây nam. Động nằm ở rìa xã Pa Thơm, giáp với xã Na Ư.
Từ thành phố tìm về xã Noong Luống phía tây nam, rồi theo đường dọc dòng Nậm Nứa (Nậm Rốm) đi về phía tây qua Đồn Biên phòng Pa Thơm đến trung tâm xã là bản Pa Sa Lào, xã Pa Thơm thì rẽ lên núi theo hướng nam. Động cách trung tâm xã cỡ 5 km. 

## Khảo sát
Động Pa Thơm nằm ở lưng chừng núi. Chính giữa lối vào là một khối đá khổng lồ giống như đầu voi đang rủ xuống. Chiều sâu động khoảng hơn 350 m chạy theo hướng Nam. Động có 9 vòm lớn nhỏ, rộng khoảng 20 m. Lối vào động giáp cửa động là ba khối đá lớn chắn ngang nằm uốn lượn như một con trăn khổng lồ ngăn đôi động và tạo thành hai lối vào ra. Vào sâu bên trong du khách sẽ bị cuốn hút bởi vẻ đẹp lung linh huyền ảo của nhũ đá, mỗi một nhũ đá là một hình tượng khác nhau với đủ sắc màu óng ánh.
Động có nhiều nhũ đá mang những hình hài hết sức sống động, màu sắc huyền ảo, lung linh dưới ánh nến. Bên vách là những khối nhũ đá như những dòng thác lớn đang chảy, óng ánh bạc làm cho cảnh quan càng thêm vẻ huyền bí nhưng cũng không kém phần thơ mộng. 
Du lịch thăm hang đã được tổ chức từ lâu. Tuy nhiên việc bảo vệ di tích đang bị xem nhẹ. Nhiều hiện tượng xâm hai, từ chặt cây, lấy nhũ đá đến viết vẽ lung tung làm xấu di tích. 

## Chỉ dẫn
1. ↑  Theo tiếng Thái thì dòng chính có tên là Nậm Nứa chảy từ xã Núa Ngam qua Pa Thơm sang Lào. Nậm Rốm chỉ chạy dọc thung lũng Mường Thanh đến Pa Nậm đổ vào Nậm Nứa. Tuy nhiên khi làm bản đồ thì người Kinh và người Pháp đã ghi đoạn của Nậm Nứa từ Pa Nậm qua Pa Thơm đến dọc biên giới thành Nậm Rốm, và người Việt từ xa đến hiện đã quen với tên gọi này. Tuy nhiên bên Lào vẫn gọi là Nam Neua.